# قاعة الملكة
قاعة الملكة، هي قاعة للحفلات الموسيقية في قصر لانغهام في لندن، افتتحت عام 1893. صممها المهندس المعماري تي. إي. نايتلي، كانت تتسع لجمهور قدر عدده بـ 2500 شخص. أصبحت أهم مكان لإقامة الحفلات الرئيسية في لندن. كانت في الفترة من 1895 حتى 1941 مكاناً للحفلات الراقصة التي نظمها المتعهد روبرت بيومان مع هنري وود.
تمتاز القاعة بديكور رتيب ومقاعد جلوس ضيقة، لكن الصوتيات جيدة. أصبحت لاحقاً تعرف بـ «المركز الموسيقي» في الإمبراطورية البريطانية. أدى فيها أهم الموسيقيين في نهاية القرن التاسع عشر وبدايات القرن العشرين ككلود ديبوسي وإدوارد إلجار وموريس ريفل وريتشارد شتراوس.
في ثلاثينيات القرن العشرين، أصبحت القاعة مركزاً رئيسياً لاثنتين من الفرق الموسيقية الجديدة «أوركسترا سيفونية بي بي سي» و «أوركسترا لندن».رفعت هاتان الفرقتان معايير الأداء الموسيقي في لندن، ما فتح آفاقاً جديدة. جذبت الفرقتان جيلاً جديداً من الموسيقيين من أوروبا والولايات المتحدة أمثال سيرجي كوسيفيتسكي وويليم مينغلبيرغ وآرتويو توسكانيني وبرونو والتر وفيلكس فينغراتنر.
عام 1941، أثناء الحرب العالمية الثانية، دمر المبنى بفعل قنبلة حارقة أصابته في قصف لندن. وعلى الرغم من الضغوطات التي مورست لإعادة بناء القاعة، إلا أن الحكومة كان ضد هكذا قرار. وانتقلت الأنشطة الموسيقية الرئيسية إلى قاعة ألبرت الملكية وقاعة المهرجان الملكية الجديدة.

## روابط خارجية
- Queen's Hall page at New Queen's Hall Orchestra official website